# أميلاز
الأميلاز أو خميرة النشاء أو أنزيم النّشا أو أمايليز (بالإنجليزية: Amylase)‏ هو إنزيم يُفرز من البنكرياس والغدد اللعابية، وتوجد كمية بسيطة منه بالدم تتراوح ما بين 100 - 300 وحدة جولية / لتر، وعند ازدياد هذه النسبة في الدم يزداد استخراج هذا الإنزيم عن طريق الكلى، وينصح بعدم استخدام الماصات الزجاجية بواسطة الفم عند تحليله وذلك لتجنب زيادة نسبته الناتجة عن التلوث.
يُعد الأميلاز إنزيمًا يحفز التحلل المائي للنشأ ليتحول إلى سكر. الأميلاز يُوجد في اللعاب للبشر وبعض الثدييات الأخرى، هنالك حيث يبدأ العملية الكيميائية الهضم. الطعام الذي يحتوي كميات كبيرة من النشأ والقليل من السكر كالأرز والبطاطس ربما تحمل القليل من الحلاوة في طعمها مع المضغ لأن الأميلاز يُخفِّض بعض النشأ عبر تحويله لسكر. الأميلاز (الألفا أميلاز) يُفرز أو يُصنَّع من غدد البنكرياس واللعاب ليحلل النشأ الغذائي إلى سكر ثنائي وسكر ثلاثي والتي يتم تحويلهم من قبل إنزيمات أخرى إلى جلوكوز لتوريد الجسم بالطاقة. جدير بالذكر ايضًا ان النباتات وبعض البكتيريا ايضًا تُصنِّع الأميلاز. بروتينات أميلاز محددة تم تحديدها أو تصنيفها بأحرف إغريقية مختلفة، وكل أنواع الأميلاز تُحلل للجلوكوز وتتصرف على أساس α-1,4-glycosidic bonds.

## تصنيف
|                                | α-amylase                       | β الأميليز                 | γ الأميليز                  |
| ------------------------------ | ------------------------------- | -------------------------- | --------------------------- |
| مصدر                           | الحيوانات والنباتات والميكروبات | النباتات والميكروبات       | الحيوانات والميكروبات       |
| نسيج                           | اللعاب والبنكرياس               | بذور وفواكه                | الأمعاء الدقيقة             |
| موقع الانقسام                  | عشوائي α-1,4 الرابطة السكرية    | ثاني α-1,4 الرابطة السكرية | آخر رابطة ly-1,4 جليكوسيديك |
| منتجات التفاعل                 | مالتوز، دكسترين، إلخ            | مالتوز                     | الجلوكوز                    |
| درجة الحموضة المثلى            | 6.7-7.0                         | 4.0-5.0                    | 3.0                         |
| درجة الحرارة المثلى في التخمير | 63-70 درجة مئوية                | 55-65 درجة مئوية           |                             |

### α-أميليز
الألفا أميلاز:
هو كالسيوم الإنزيمات معدنية ويعمل في مختلف الأماكن العشوائية في سلسلة النشأ، الألفا أميلاز يكسر السلاسل الطويلة للسكريات عبر اخضاعها تمامًا لمالتوتريوز ومالتوز من أميلوز أو مالتوز، جلوكوز وديكسترين محدود من أميلوبكتين. كلهم ينتمون لعائلة (التحليل للسكر)
(glycoside hydrolase family 13).
ولأنه يستطيع العمل في أي مكان على المادة المتفاعلة، الألفا أميلاز يميل لأ، يكون اسرع في التصرف أو العمل من البيتا أميلاز. في الحيوانات هو ابرز انزيم هضمي، ودرجة الحموضة المُثلى له هي 7.0-6.7.
وفي علم وظائف أعضاء الإنسان، كل من الأميلاز اللعابي والبنكرياسي هما ألفا أميلاز.
صورة الألفا أميلاز وُجدت ايضًا في النباتات، الفطريات (ascomycetes and basidiomycetes) والبكتيريا.

### β-الأميليز
تشكيل آخر من الأميلاز، البيتا أميلاز هو ايضًا يتولف من قبل البكتيريا والفطريات والنباتات. عاملًا من نهاية غير منخفضة، البيتا أميلاز يحفز التحلل المائي للرابطة الثانية  α-1,4 glycosidic bond، قاطعًا بذلك وحدتي جلوكوز (مالتوز) في وقتٍ واحد. اثناء نضج الفاكهة البيتا أميلاز يكسر النشأ ويحوله لمالتوز، مما يؤدي إلى نكهه حالية في الفاكهة الناضجة، وهؤلاء ينتمون للعائلة الرابعة عشر، glycoside hydrolase family 14.
```
كل من الألفا والبيتا أميلاز يكمن تواجدهم في البذور؛ إلا ان البيتا أميلاز يكمن في الأشكال الغير فعالة قبل الإنبات، بينما يوجد الألفا أميلاز مع البروتياز في البذور بمجرد بدء عملية النمو. الكثير من الميكروبات ايضًا تُنتج الأميلاز لتحليل النشويات خارج الخلية. رغم ان الأنسجة الحيوانية لا تحتوي على بيتا أميلاز، يمكن للبيتا أميلاز التواجد في الكائنات الحية الدقيقة في الجهاز الهضمي، ودرجة الحموضة المُثلى له هي 5.0-4.0.
```

### γ-الأميليز
يستطيع قطع روابط α(1–6) glycosidic، كما يستطيع قطع رابطة α-1,4 glycosidic  في النهاية الغير منخفضة للأميلوز والأميلوبكتين، ويسفر بذلك عن الجلوكوز.
الجاما أميلاز يمتلك أكبر نسبة حموضة في نسبتهِ المُثلى من بين جميع أنواع الأميلاز وذلك يعود لأنه أكثرهم فاعلية حول درجة الحموضة 3. ينتمي النوع لمجموعة متنوعة من عائلات GH، كسبيل مثال glycoside hydrolase family 15  في الفطريات، أو  glycoside hydrolase family 31 في البشر، واخيرًا glycoside hydrolase family 97  في اشكال البكتيريا.

## الاستخدامات
α- و β-amylases مهمة في تخمير البيرة والمشروبات الكحولية المصنوعة من السكريات المستمدة من النشا. في التخمير، تتناول الخميرة السكريات وتفرز الإيثانول. في البيرة وبعض المشروبات الكحولية، تم إنتاج السكريات الموجودة في بداية التخمير عن طريق «هرس» الحبوب أو مصادر النشا الأخرى (مثل البطاطس). في تخمير البيرة التقليدية، يتم خلط الشعير المملوء بالماء الساخن لإنشاء " الهريس "، الذي يتم الاحتفاظ به عند درجة حرارة معينة للسماح للأميليز في الحبوب المملوءة بتحويل نشا الشعير إلى سكريات. تعمل درجات الحرارة المختلفة على تحسين نشاط ألفا أو بيتا أميليز، مما يؤدي إلى مخاليط مختلفة من السكريات المخمرة وغير القابلة للتخمر. عند اختيار درجة حرارة الهريس ونسبة الحبوب إلى الماء، يمكن لمصنع البيرة تغيير محتوى الكحول وشعور الفم والرائحة ونكهة البيرة الجاهزة.
في بعض الطرق التاريخية لإنتاج المشروبات الكحولية، يبدأ تحويل النشا إلى سكر بمضغ حبوب التحضير لخلطه باللعاب. وتستمر هذه الممارسة إلى أن تمارس في الإنتاج المنزلي من بعض المشروبات التقليدية، مثل chhaang في جبال الهيمالايا وشيشا في جبال الأنديز.

### المضافات الدقيق
تستخدم الأميليز في صناعة الخبز وكسر السكريات المعقدة، مثل النشا (الموجود في الدقيق)، إلى سكريات بسيطة. ثم تتغذى الخميرة على هذه السكريات البسيطة وتحولها إلى نفايات الإيثانول وثاني أكسيد الكربون. هذا يضفي نكهة ويتسبب في ارتفاع الخبز. بينما توجد الأميليزات بشكل طبيعي في خلايا الخميرة، يستغرق الخميرة وقتًا لإنتاج ما يكفي من هذه الإنزيمات لتكسير كميات كبيرة من النشا في الخبز. هذا هو سبب العجين المخمر الطويل مثل العجين المخمر. تضمنت تقنيات صناعة الخبز الحديثة الأميليز (غالبًا على شكل شعير ممل) في محسن الخبز، مما يجعل العملية أسرع وأكثر عملية للاستخدام التجاري.  
غالبًا ما يتم إدراج α-Amylase كمكون في الدقيق المطحون تجاريًا. إن الخبازين ذوي التعرض الطويل للدقيق المخصب بالأميليز معرضون لخطر الإصابة بالتهاب الجلد أو الربو.

### البيولوجيا الجزيئية
في علم الأحياء الجزيئي، يمكن أن يعمل وجود الأميليز كطريقة إضافية للاختيار من أجل الاندماج الناجح لبنية مراسل بالإضافة إلى مقاومة المضادات الحيوية. نظرًا لأن جينات المراسل محاطة بمناطق متجانسة للجين الهيكلي للأميليز، فإن الاندماج الناجح سيعطل جين الأميليز ويمنع تدهور النشا، والذي يمكن اكتشافه بسهولة من خلال تلوين اليود.

### الاستخدامات الطبية
يحتوي Amylase أيضًا على تطبيقات طبية في استخدام العلاج ببدائل إنزيم البنكرياس (PERT). انها واحدة من المكونات في Sollpura (liprotamase) لمساعدة في انهيار ساتشاريديس إلى سكريات بسيطة.

### استخدامات أخرى
تم اختبار مثبط ألفا أميليز، المسمى المرحلة، كمساعد غذائي محتمل.
عند استخدامه كمضاف غذائي، يحتوي الأميليز على رقم E E1100، ويمكن اشتقاقه من بنكرياس الخنزير أو فطريات العفن.
كما يستخدم الأميلاز العصوي في الملابس ومنظفات غسالة الصحون لإذابة النشا من الأقمشة والأطباق.
عمال المصانع الذين يعملون مع الأميليز لأي من الاستخدامات المذكورة أعلاه معرضون بشكل متزايد لخطر الإصابة بالربو المهني. خمسة إلى تسعة في المائة من الخبازين لديهم اختبار جلدي إيجابي، وربع إلى ثلث الخبازين الذين يعانون من مشاكل في التنفس مفرط الحساسية للأميليز.

## فرط أميلاز الدم
يمكن قياس مصل أميلاز الدم لغرض التشخيص الطبي، في نسبه الأعلى من الطبيعية قد يؤدي لعدة حالات أو «مشاكل»، كالتهاب البنكرياس الحاد، أو قرحة هضمية مثقبة، والتواء في كيس المبيض، خنق، علف، نقص التروية المساريقي، نزيف الدم الكلي والنكاف. يمكن قياس الأميلاز في سوائل الجسم الأخرى غير الدم كذلك، بما في ذلك البول والسوائل البريتونية.
تشير دراسة اُجريت في يناير 2007 من جامعة واشنطن في سانت لويس إلى ان اختبارات اللعاب للأنزيم يمكن استخدامها للإشارة إلى عجز النوم، حيث يزيد الأنزيم من نشاطه في الارتباط مع طول حرمان الشخص (الحالة) من النوم.  

## التاريخ
في العام 1831 من الميلاد، إرهارد فريدريش لويش (1837-1800) وصف تحلل النشأ في اللعاب بأنه يعود لحضور انزيم في اللعاب، أميلاز أو البتيالين، كما تمت تسميته عن الاسم الإغريقي للُعاب.
في تاريخها الحديث بدأ اكتشاف الأنزيمات في العام 1833 للميلاد، حينما عزل الكيميائيان الفرنسيان أنسيلمي باين  وجان فرانسوا بيرسوز مركب أميلاز من الشعير النابت وأطلقا عليه اسم «دياستاز»، ومن هذا المصطلح مالت جميع أسماء الأنزيمات اللاحقة في اختيار ذات النهاية من الاسم «از» ". ase"
وفي العام 1862، الكساندر جاكولوفيتش دانيلفسكي (1923-1838) فصل أميلاز البنكرياس عن التربسن.

## تطور

### الأميليز اللعابي
السكريات مصدر غذائي غني بالطاقة. يتم تحلل البوليمرات الكبيرة مثل النشا جزئيًا في الفم بواسطة إنزيم الأميليز قبل انشقاقها إلى سكريات. شهدت العديد من الثدييات توسعات كبيرة في عدد نسخ جين الأميليز. تسمح هذه الازدواجية للأميليز AMY2 في البنكرياس بإعادة استهداف الغدد اللعابية، مما يسمح للحيوانات باكتشاف النشا حسب الذوق وهضم النشا بشكل أكثر كفاءة وبكميات أعلى. حدث هذا بشكل مستقل في الفئران والجرذان والكلاب والخنازير، والأهم من ذلك، البشر بعد الثورة الزراعية.
بعد الثورة الزراعية قبل 12000 عام، بدأ النظام الغذائي البشري في التحول أكثر إلى تدجين النبات والحيوان بدلاً من التجمع والصيد. أصبح النشا عنصرًا أساسيًا في النظام الغذائي البشري.
على الرغم من الفوائد الواضحة، فإن البشر الأوائل لم يكن لديهم الأميليز اللعابي، وهو اتجاه يمكن رؤيته أيضًا في الأقارب التطوريين للإنسان، مثل الشمبانزي والبونوبو، الذين يمتلكون إما نسخة واحدة أو لا نسخة من الجين المسؤول عن إنتاج الأميليز اللعابي.
كما هو الحال في الثدييات الأخرى، تم تكرار ألفا أميليز AMY2 البنكرياس عدة مرات. سمح لها حدث واحد بتطوير خصوصية اللعاب، مما أدى إلى إنتاج الأميليز في اللعاب (المسمى في البشر باسم AMY1). تحتوي منطقة 1p21.1 من الكروموسوم البشري 1 على العديد من النسخ من هذه الجينات، والتي تحمل أسماء مختلفة AMY1A و AMY1B و AMY1C و AMY2A و AMY2B وما إلى ذلك.
ومع ذلك، لا يمتلك كل البشر نفس عدد النسخ من الجين AMY1. من المعروف أن السكان الذين يعتمدون بشكل أكبر على السكريات لديهم عدد أكبر من نسخ AMY1 من السكان الذين، على سبيل المقارنة، يستهلكون القليل من النشا. عدد النسخ AMY1 الجين في البشر يمكن أن تتراوح بين ست نسخ في مجموعات الزراعية مثل الأوروبية الأمريكية واليابانية (اثنين من السكان النشا عالية) لاثنين فقط لثلاث نسخ في المجتمعات البدائية مثل Biaka، Datog، وYakuts.
يشير الارتباط الموجود بين استهلاك النشا وعدد نسخ AMY1 الخاصة بالسكان إلى أنه تم اختيار المزيد من نسخ AMY1 في مجموعات النشا العالية عن طريق الانتقاء الطبيعي واعتبرت النمط الظاهري المناسب لهؤلاء الأفراد. لذلك، من المرجح أن فائدة الفرد الذي يمتلك المزيد من نسخ AMY1 في عدد السكان العالي من النشا يزيد من اللياقة البدنية وينتج ذرية أكثر صحة.
هذه الحقيقة واضحة بشكل خاص عند مقارنة السكان القريبين جغرافيًا بعادات الأكل المختلفة التي تمتلك عددًا مختلفًا من نسخ الجين AMY1. هذا هو الحال بالنسبة لبعض السكان الآسيويين الذين ثبت أنهم يمتلكون عددًا قليلاً من نسخ AMY1 نسبة إلى بعض السكان الزراعيين في آسيا. يقدم هذا دليلاً قويًا على أن الانتقاء الطبيعي قد تصرف على هذا الجين على عكس احتمال انتشار الجين من خلال الانحراف الجيني.